# 吉沢秀和
吉沢 秀和（よしざわ ひでかず、1945年5月13日 - 2025年1月2日）は、長野県出身のプロ野球選手（投手）。1967年までの登録名は吉沢 勝。

## 来歴・人物
実家は長野県で農家を営んでおり、親族がいたことから下宿して進んだ北海高等学校では2年生の時、控え投手として1962年の春夏の甲子園に出場。春の選抜では1回戦で御所工に敗退、吉沢の登板はなかった。夏の選手権では準々決勝に進み、伊藤久敏投手を擁する久留米商と対戦。先発した3年生エース松谷栄司が5回に負傷退場し、吉沢は急遽リリーフに立つが、9回に3点を取られ逆転負け。苦い甲子園デビューとなった。同年の岡山国体では1回戦で先発。作新学院の八木沢荘六、加藤斌に投げ勝ち完封勝利を飾る。しかし2回戦（準々決勝）で鹿児島商の浜崎正人に抑えられ敗退。チームメートに1年上の中村之保遊撃手、同期の谷木恭平中堅手がいた。
翌1963年の春の選抜にエース、四番打者として連続出場。接戦を続けながらも勝ち進み、準決勝では優勝候補の早稲田実業を相手に、自らのサヨナラランニングホームランで劇的勝利をおさめた。決勝では池永正明投手擁する下関商と対戦するが、四連投の疲れもあり、相手打線に打ち込まれ0-10で大敗。しかし初めて準優勝旗が津軽海峡を越えることとなった。同年夏の南北海道大会でも決勝に進出するが函館工に敗退、甲子園出場を逸する。
大型左腕投手として各球団から注目され、巨人と阪急の間で契約を巡っての争いまで起こるが、結局はコミッショナー裁定により、1963年に巨人入団。翌1964年のジュニアオールスターにも出場するが、その後は伸び悩む。1967年は10月13日にサンケイを相手に初登板。8回表の1イニングを無安打無失点に抑え、味方がその裏に逆転しプロ唯一の勝利を記録した。しかしその後も活躍の場に恵まれず、1968年限りで引退した。カーブ、シュートが武器の投手だった。
1969年には中南米に設立されたグローバルリーグの東京ドラゴンズに参加するが、現地に赴く前に退団している。
郷里の長野県で少年野球の指導に携わった後、2025年1月2日に佐久市の自宅で老衰により死去。79歳没。

## 詳細情報

### 年度別投手成績
| 年 度     | 球 団     | 登 板 | 先 発 | 完 投 | 完 封 | 無 四 球 | 勝 利 | 敗 戦 | セ 丨 ブ | ホ 丨 ル ド | 勝 率 | 打 者 | 投 球 回 | 被 安 打 | 被 本 塁 打 | 与 四 球 | 敬 遠 | 与 死 球 | 奪 三 振 | 暴 投 | ボ 丨 ク | 失 点 | 自 責 点 | 防 御 率 | W H I P |
| --------- | --------- | ----- | ----- | ----- | ----- | -------- | ----- | ----- | -------- | ----------- | ----- | ----- | -------- | -------- | ----------- | -------- | ----- | -------- | -------- | ----- | -------- | ----- | -------- | -------- | ------- |
| 1965      | 巨人      | 3     | 0     | 0     | 0     | 0        | 0     | 1     | --       | --          | .000  | 18    | 4.0      | 6        | 0           | 2        | 0     | 0        | 1        | 0     | 0        | 2     | 2        | 4.50     | 2.00    |
| 1967      | 巨人      | 1     | 0     | 0     | 0     | 0        | 1     | 0     | --       | --          | 1.000 | 3     | 1.0      | 0        | 0           | 1        | 0     | 0        | 0        | 0     | 0        | 0     | 0        | 0.00     | 1.00    |
| 1968      | 巨人      | 1     | 0     | 0     | 0     | 0        | 0     | 0     | --       | --          | ----  | 2     | 0.0      | 2        | 0           | 0        | 0     | 0        | 0        | 0     | 0        | 0     | 0        | ----     | ----    |
| 通算：3年 | 通算：3年 | 5     | 0     | 0     | 0     | 0        | 1     | 1     | --       | --          | .500  | 23    | 5.0      | 8        | 0           | 3        | 0     | 0        | 1        | 0     | 0        | 2     | 2        | 3.60     | 2.20    |

### 背番号
- 77 （1963年）
- 50 （1964年 - 1967年）
- 63 （1968年）

### 登録名
- 吉沢 勝 （よしざわ まさる、1963年 - 1967年）
- 吉沢 秀和 （よしざわ ひでかず、1968年）